# Llista de barons de Montfort
Llista de barons de la Baronia de Montfort

## Barons privatius de Montfort
- Guillem I de Montfort
- Aumarí I de Montfort, fill de l'anterior
- Simó I de Montfort, fill de l'anterior
- Amaurí II de Montfort, fill de l'anterior
- Ricard I de Montfort, germanastre de l'anterior
- Simó II de Montfort, germà de l'anterior
- Amaurí III de Montfort, germà de l'anterior
- Amaurí, fill de l'anterior
- Simó III de Montfort "el Jove", fill de Simó II
- Amaurí, fill de l'anterior
- Simó de Montfort[1]
- Simó IV de Montfort, fill de l'anterior

## Comtes privatius de Montfort

### Casa de Montfort
- Amaurí IV de Montfort, fill de l'anterior
- Joan I de Montfort, fill de l'anterior
- Beatriu de Montfort, filla de l'anterior. Casada amb Robert IV de Dreux

### Casa Capet de Dreux
- Iolanda de Montfort, filla de l'anterior. Casada amb Artur II de Bretanya

### Casa de Bretanya
- Joan II de Montfort, fill de l'anterior
- Joan III de Montfort (Joan IV de Bretanya), fill de l'anterior
- Joan IV de Montfort (Joan V de Bretanya), fill de l'anterior
- Francesc I de Montfort, fill de l'anterior
- Pere I de Montfort (Pere II de Bretanya), fill de l'anterior
- Artur I de Montfort (Artur III de Bretanya), fill de Joan III
- Francesc II de Montfort, nebot de l'anterior
- Anna de Montfort, filla de l'anterior
- Clàudia d'Orléans, filla de l'anterior. Es va casar amb Francesc de Valois i d'Angulema, posteriorment rei de França. A la mort de Clàudia, el comtat de Montfort passa al domini reial